# Psilopsiagon aymara
Il parrocchetto cappuccino (Psilopsiagon aymara d'Orbigny, 1839) è un uccello della famiglia degli Psittacidi.

## Descrizione
Pappagallino con taglia attorno ai 20 cm, compresa la lunga coda, ha colorazione generale verde con fronte, corona e nuca marrone violaceo, guance e petto grigi e ventre viola-grigio. Becco e zampe rosate, iride marrone. I soggetti immaturi sono simili agli adulti ma hanno coda più corta.

## Distribuzione
Vive sulle pendici andine occidentali della Bolivia centrale e nell'Argentina nord-occidentale ed è comune in tutto l'areale. In cattività non si adatta molto bene ed è poco allevato.

## Biologia
È un uccello di montagna che in Argentina, nella provincia di Tucumán, è stato segnalato fino ai 4000 metri di quota; abita i secchi pendii cespugliosi e le vallate scarsamente alberate; nelle stagioni fredde scende a valle alla ricerca di cibo: bacche, semi di erbe prative e frutta, che raccoglie al suolo o sui cespugli. È estremamente gregario e talvolta forma grandi stormi che si muovono con volo rapido e diretto. Costruisce il nido scavando nel terreno, la femmina vi depone 7-10 uova che si schiudono dopo 25 giorni di incubazione. I giovani si involano entro la sesta settimana di vita.